# Lago Cowal

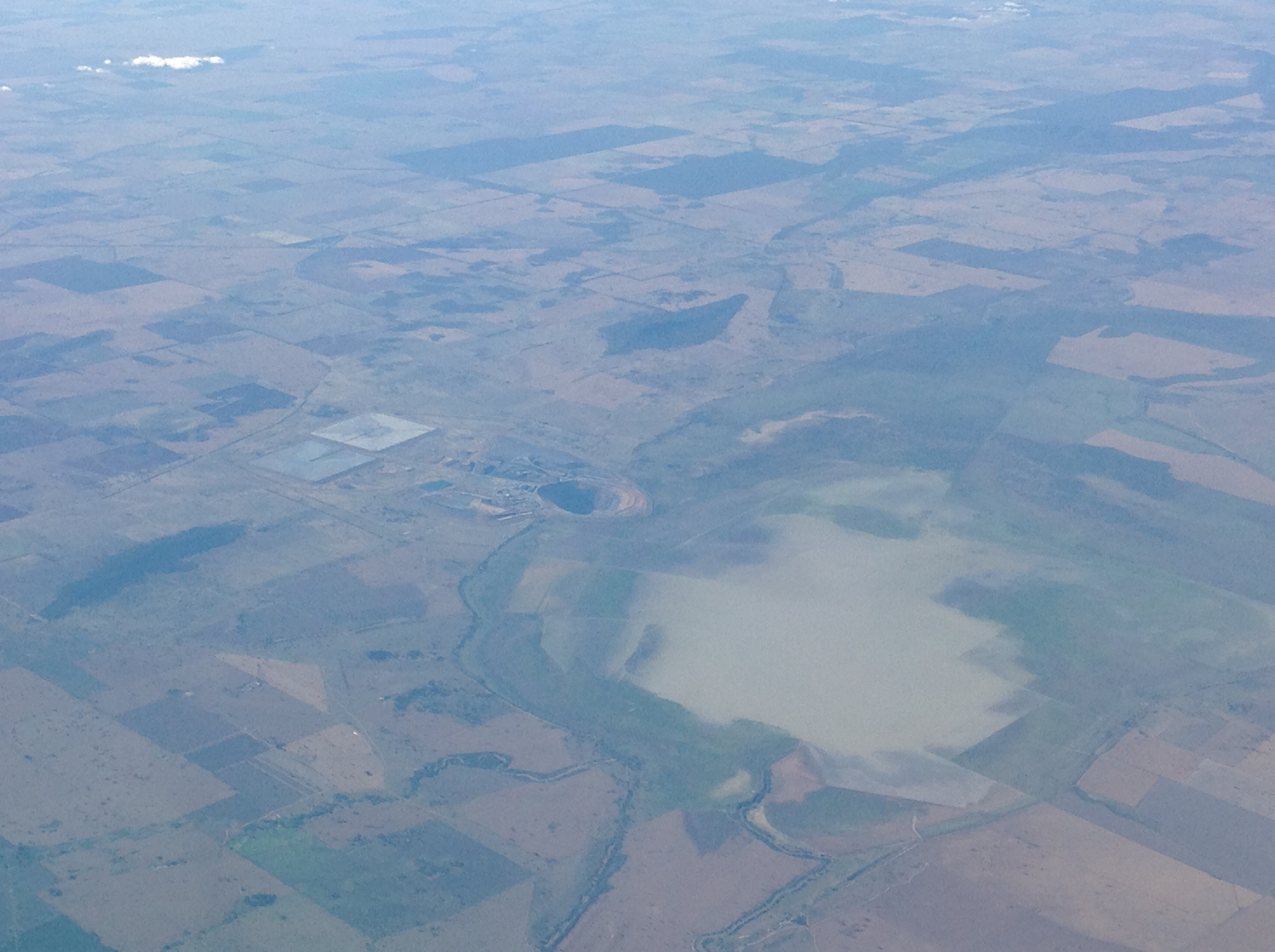
Lago Cowal, en Australia.

El lago Cowal es el lago más grande en Nueva Gales del Sur, Australia. El lago es efímero (transitorio), siendo alimentado por el pequeño arroyo Bland Creek y por ocasionales desbordes del río Lachlan. A pesar de esto, este retiene una considerable cantidad de agua el 70% del año.

## Biodiversidad
El lago Cowal está situado a 47 km al noroeste de West Wyalong y es hábitat de una variedad de especies en peligro de extinción; algunas de estas son:
- El Pillwort Australiano
- El Avetoro de Australasia
- La Cigüeña de cuello negro
- El Pato malvasia australiano
- El Gato de agua dulce (protegido)
- La Perca Macquarie (protegido)

El lago está registrado por el Estado Nacional y en el Directorio de Importantes Tierras Húmedas (Directory of Important Wetlands) y está en la lista de Área de Conservación de Paisajes de la National Trust of Australia.

## Recursos minerales y Minería
El área que rodea el lago es rica en minerales – especialmente oro – y es actualmente explotado por Barrick Gold, una compañía canadiense. Hay preocupación de grupos ambientalistas y grupos locales de aborígenes (Wiradjuri) por el uso de cianuro usado en los procesos de minería, antes de 2007 que pudieron dar lugar a contaminación del lago.

## Campaña del lago Cowal y Barrick Gold
El proyecto de la mina de oro del Lago Cowal, planea abarcar 26,5 km cuadrados, 108 millones de toneladas de mineral de nivel bajo a medio, que serán excavados de una mina a cielo abierto de 1 km de ancho y 325 de profundidad, en la costa del lago y en parte dentro del nivel más alto al que llega el agua del lago, para producir un estimado de 2,7 millones de onzas de oro.
Ha habido conflicto entre los protestantes y los trabajadores de la mina, sobre la actividad de minería llevada a cabo en las tierras de los Wiradjuri. A pesar de los beneficios económicos a la ciudad de West Wyalong con el aumento de empleos.
A Barrick Gold se le concedió la sección 90 por Nacional Parks and Wildlife. El lago Cowal es conocido como la tierra ancestral de la nación Wiradjuri y es rica en reliquias. El mayor (o anciano) de los Wiradjuri Neville “Chappy” Williams está liderando una campaña para salvar el lago Cowal y la tierra ancestral de los Wiradjuri.
La campaña del lago Cowal busca prevenir nuevas minas de oro por la Barrick Gold en el frágil medioambiente del área alrededor del lago Cowal y parar la degradación y posible toxicidad de la mina y sus relaves. Junto al pueblo Wiradjuri muchos ambientalistas Australianos se han sumado y han formado la Coalition to Protect Lake Cowal iniciado por el Rainforest Información Centre y Friends of the Herat Australia.
La única barrera entre el lago y el pozo abierto es un muro de tierra. Los Relaves serían almacenados a 3,5 km del lago. El agua sería suministrada de perforaciones en Bland Creek Paleochanel, 20 km el este del sitio de la mina y serán usados 17 megalitros por día.
“No profanar nuestro sitio soñado, no hacer minería en nuestro lugar sagrado. He combatido a Barrick en los tribunales durante más de dos años. Ahora es el momento de que todos trabajemos juntos para detener este desastre a punto de ocurrir” “Tío Chappy”, mayo de 2004.